# 港灣豪庭
港灣豪庭（英語：Metro Harbour View）位於香港九龍油尖旺區大角咀，是香港一個私人住宅屋苑和商場，由地產發展商恆基兆業及香港小輪發展，並由設劉榮廣伍振民建築師事務所設計，於2002-03年間入伙。
物業由10幢住宅及樓高4層中型商場組成。住宅樓高45層，每層8伙，合共提供3,520個單位，主要為兩房至四房的單位，單位建築面積由477方呎至874方呎，部分單位設有主人套房，二期單位設有環保露台及工作平台。
港灣豪庭鄰近南昌公園、通州街公園、樂群街公園、西九龍紀律部隊宿舍、亮賢居及君匯港等。唯港灣豪庭所在的油尖旺區及鄰近的深水埗區娛樂場所眾多

## 設施
平台花園佔地9,800平方米，設有多項設施，包括流線型園景泳池、兩個兒童遊樂場、花園廣場、多個水池噴泉及草坪。平台花園亦設有有蓋行人通道連接各座樓宇、住客會所及來往地面出入口的電梯大堂。
物業設有20萬呎住客會所，設施多達30種，包括健身室、泳池、保齡球室、攀石練習場、桑拿浴室、蒸氣浴室、卡拉OK室、壁球室、羽毛球場、電腦模擬高爾夫球室、桌球室、足球機、陶瓷室、音樂練習室、自修室、圖書館、報紙閱讀室、小食部、宴會廳、按摩椅、按摩室、親子烹飪室、迷你影院及舞蹈室等。

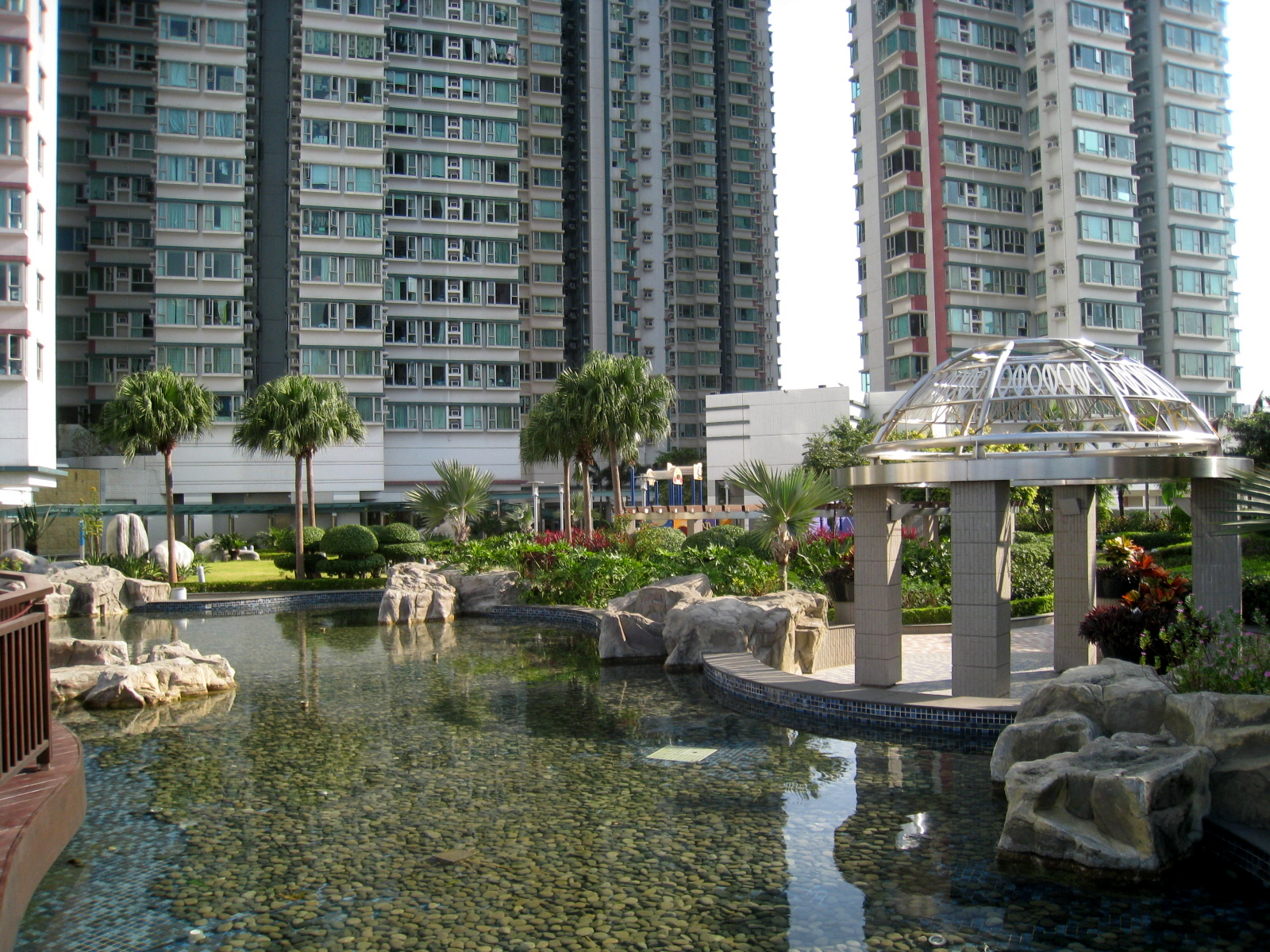
平台花園水景
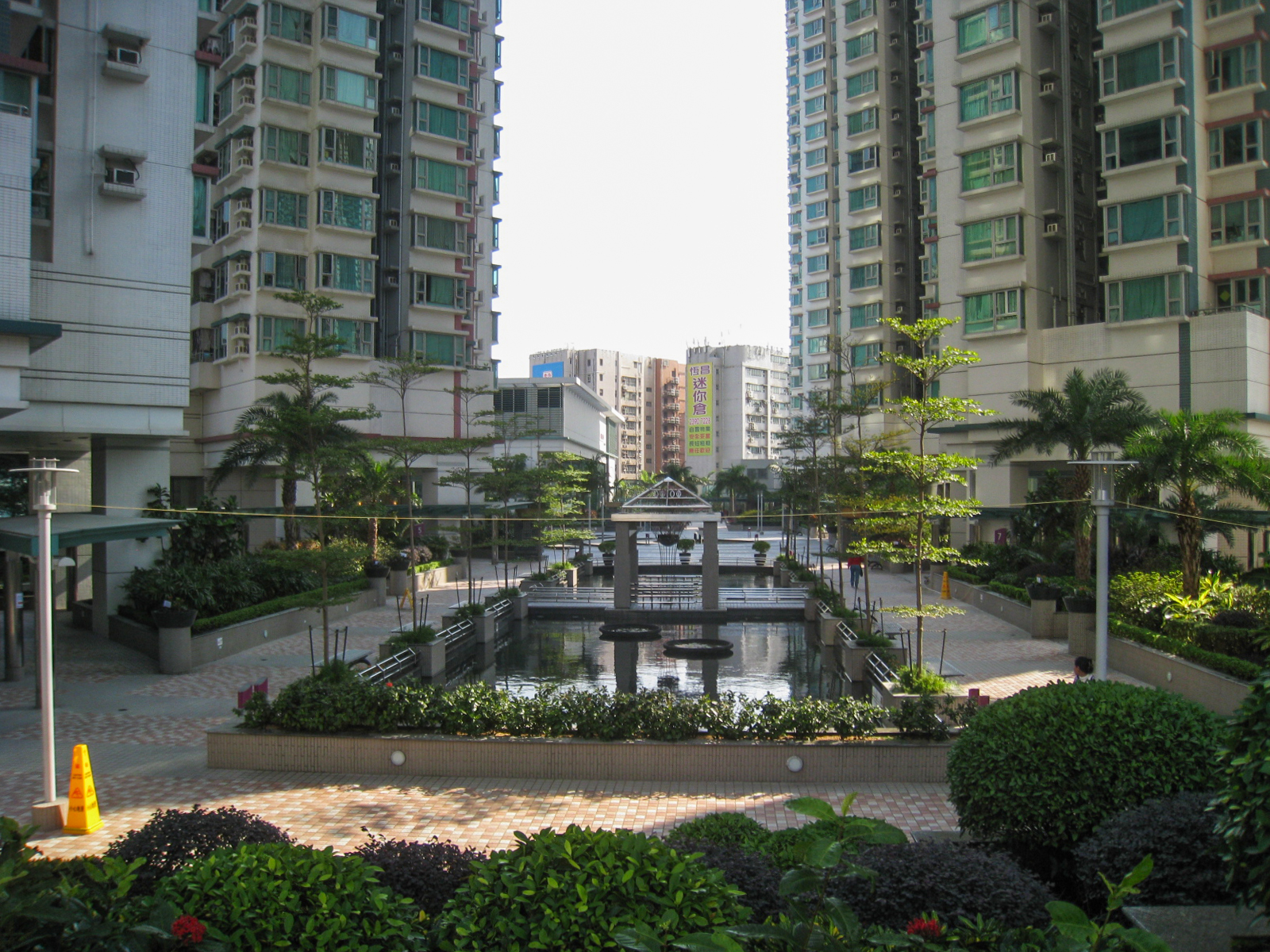
平台花園
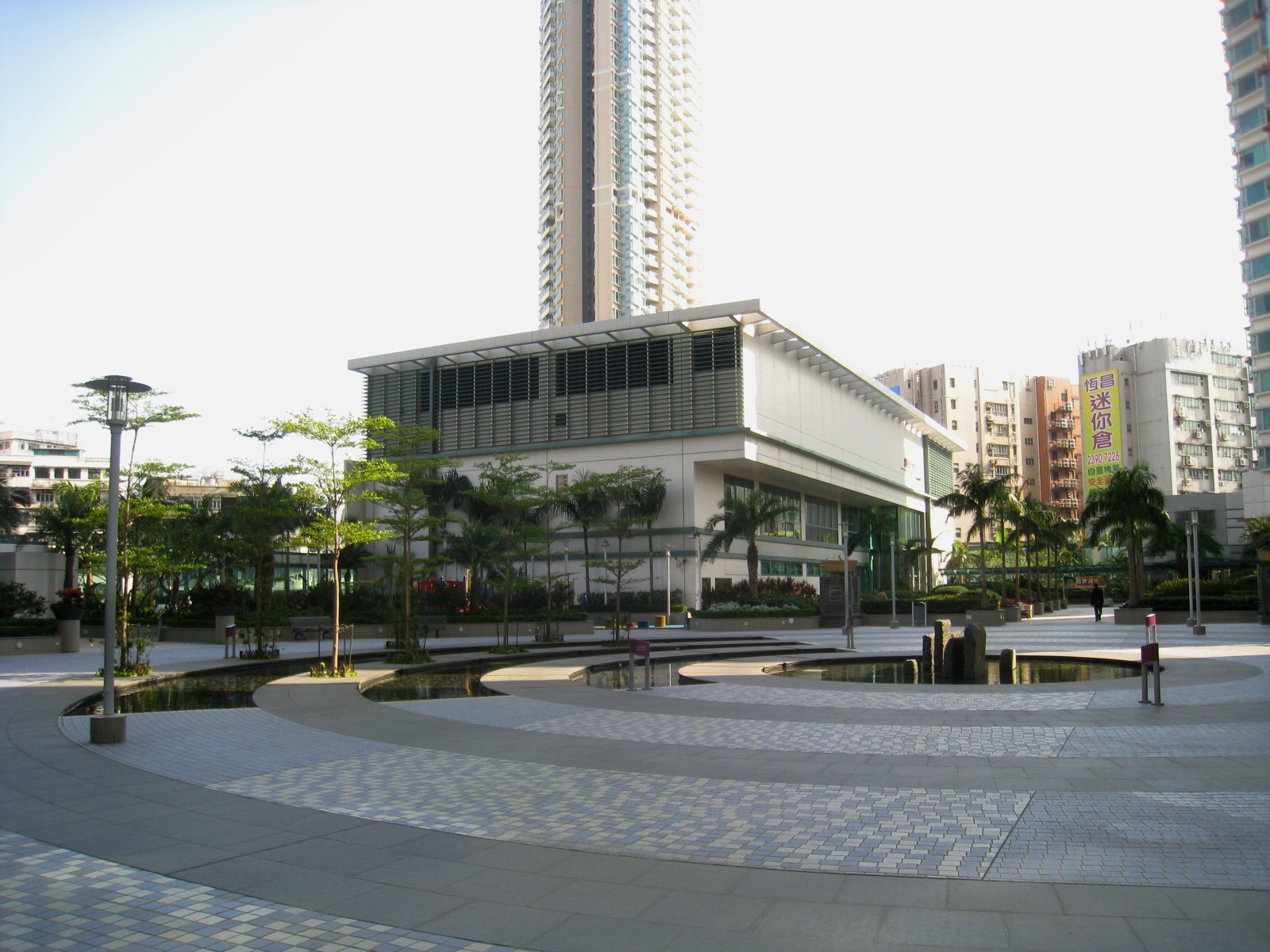
二期住客會所（港灣活力坊）
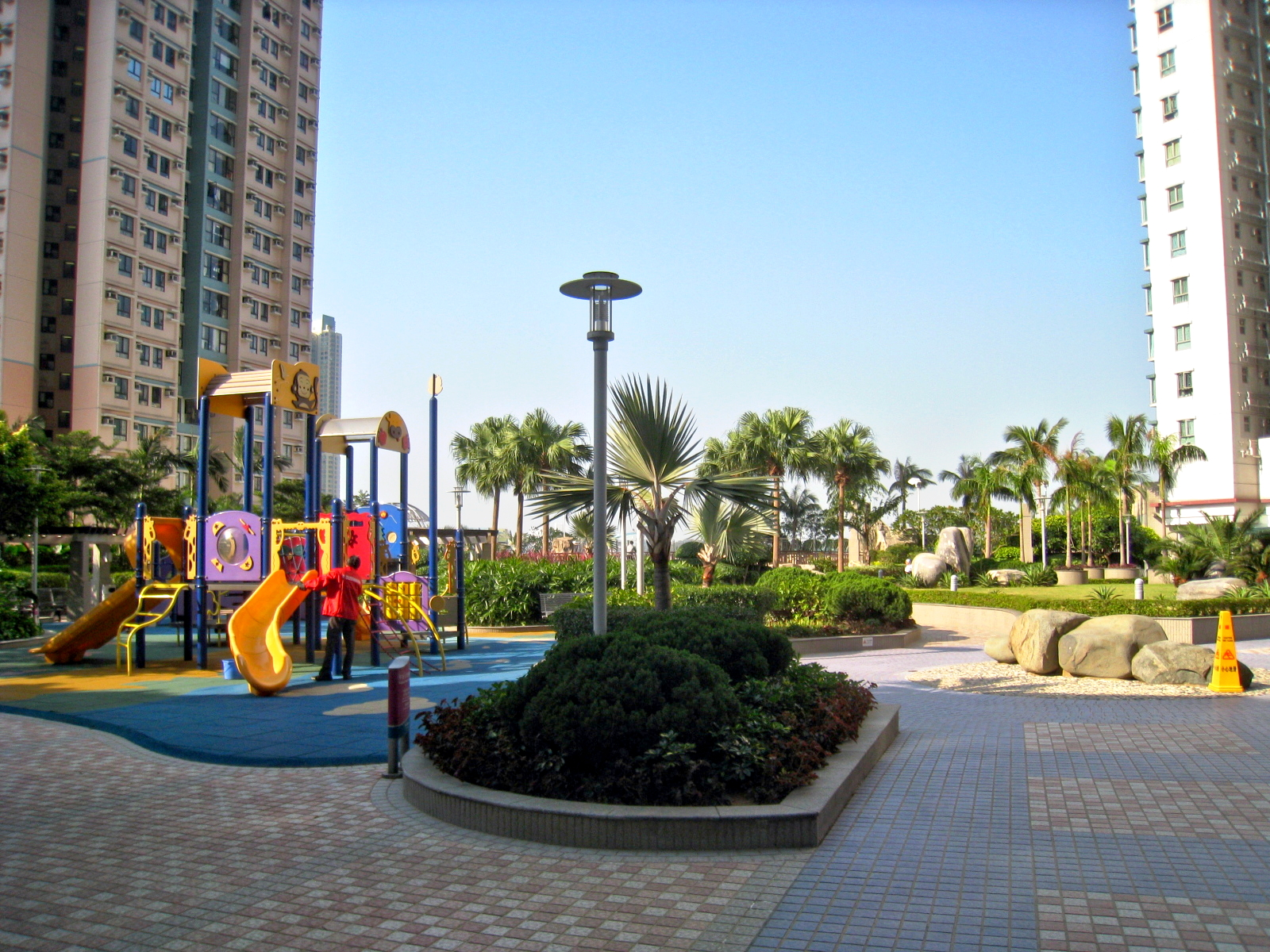
兒童遊樂場

## 歷史
港灣豪庭第一、二期原來分別為香港小輪大角咀船廠，以及屬下「香港油麻地建設工業大廈」。隨著西九龍填海工程的進行，船廠已於1994年5月遷往青衣。
及後，此屋苑用地於1997年獲准改作綜合發展用途，而港輪亦於1998年申請補地價，以進行原址換地。經上訴後，港輪於1999年5月接納20.38億元的補地價金額，隨後於同年8月展開第一期工程，並於年尾拆卸油麻地工業大廈。
於2001-02年間，此屋苑兩期分別獲批預售，並分別於2002-03年間落成入伙。

## 商場

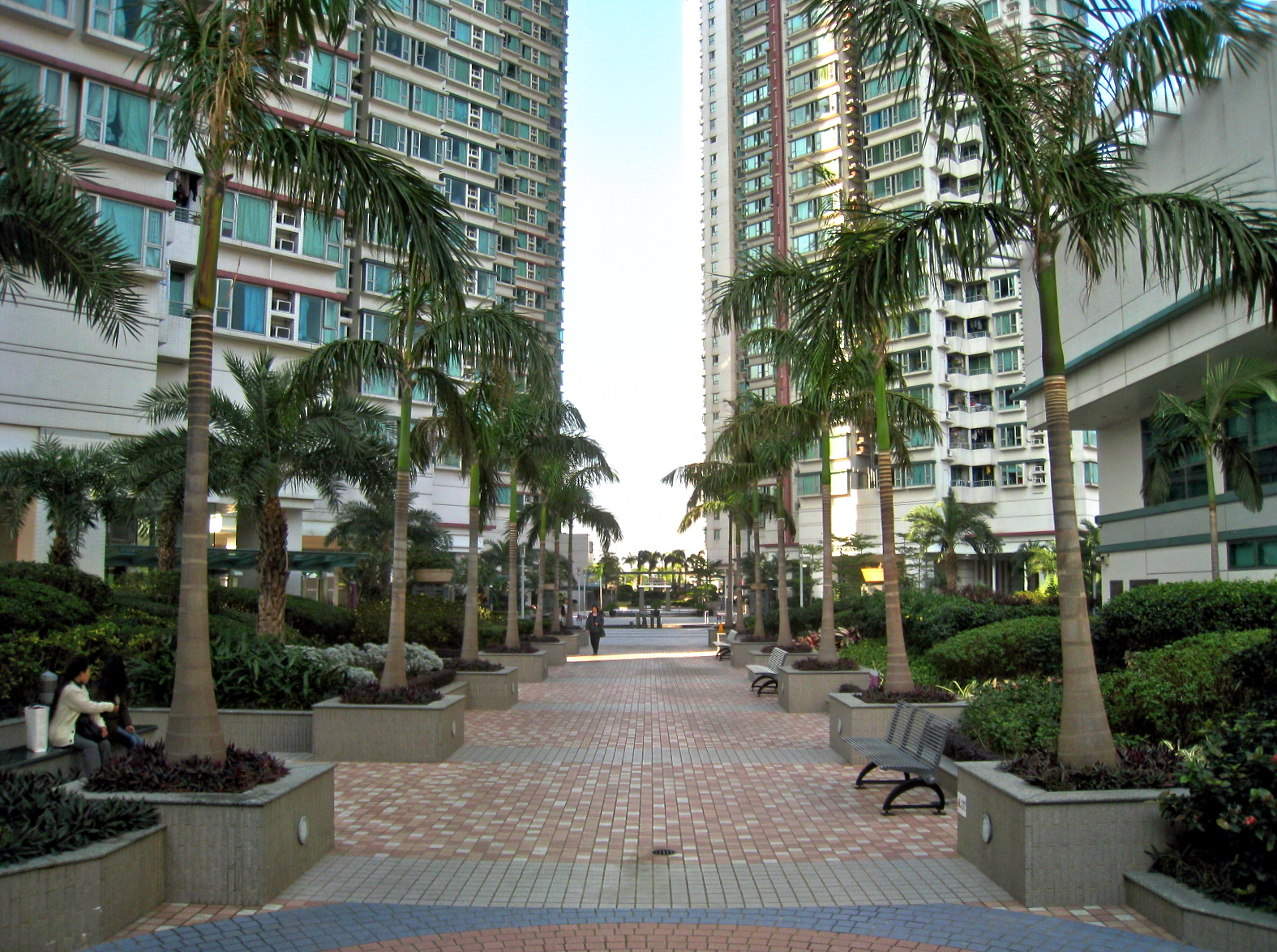
花園廣場入口

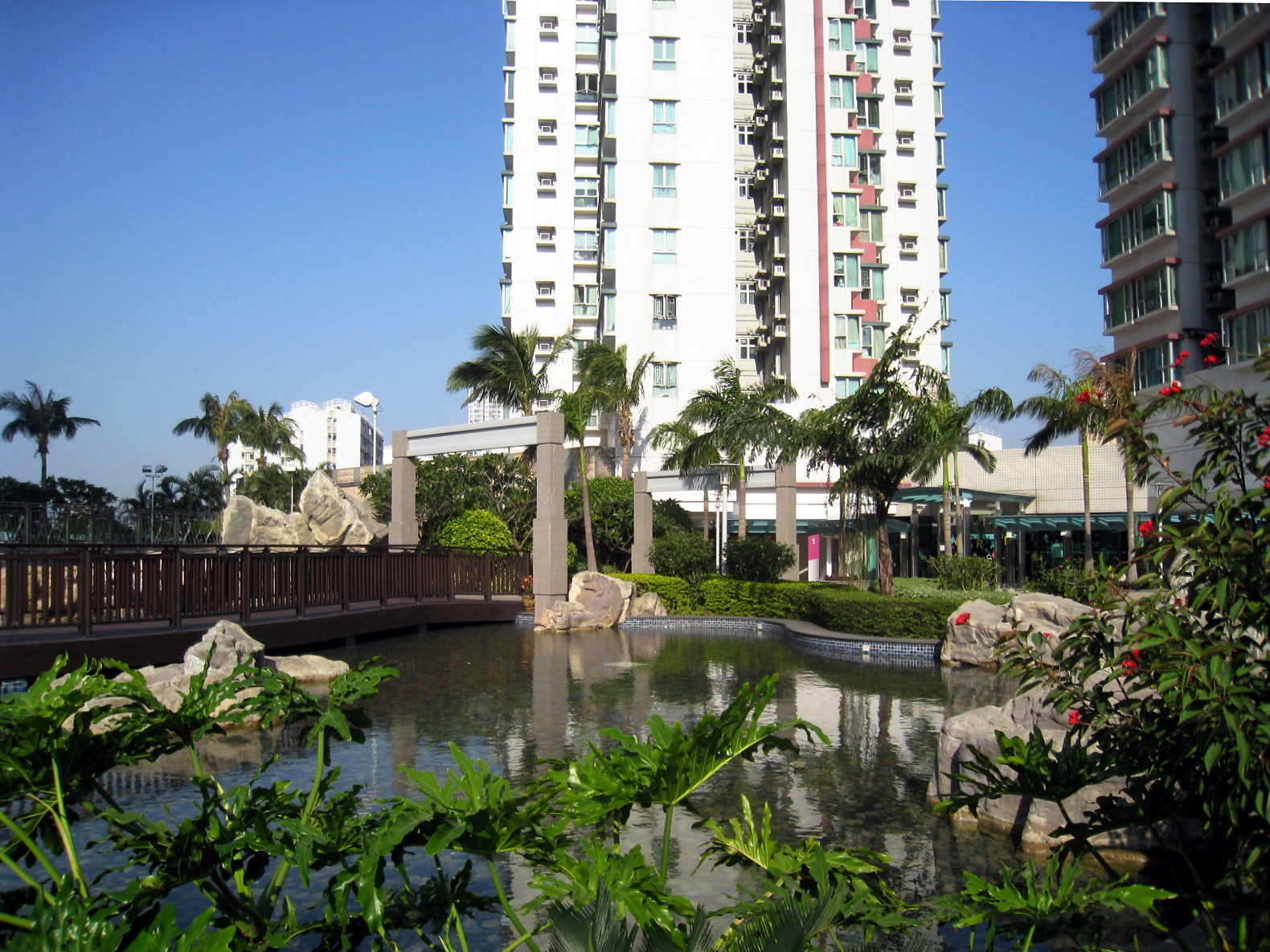
園景泳池下的水池

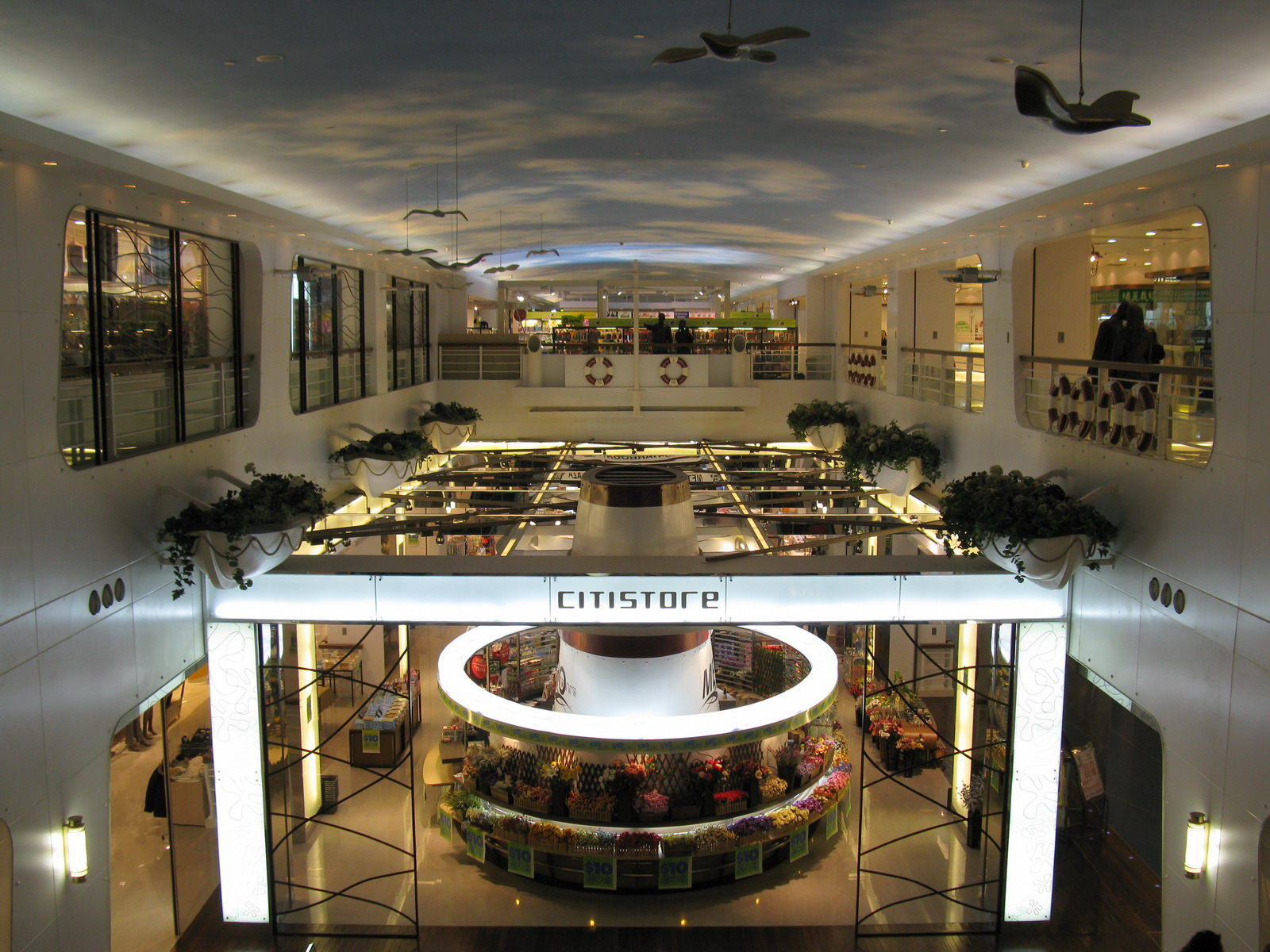
以郵輪為主題的港灣豪庭廣場，主要商店有千色店。

港灣豪庭基座亦設有20萬方呎商場，名爲港灣豪庭廣場（Metro Harbour Plaza），並以超級郵輪為設計概念，於2005年3月啟用。商場主要商店為恆基兆業旗下千色Citistore（已結業）及惠康超級市場，其他商店包括萬寧、日本城、OK便利店、7-11、大快活、必勝客、南記粉麵、吉野家、759阿信屋、聖安娜餅屋、Smart零食店、多間地產代理、洗衣店、教育中心、診所、美容中心及茶餐廳等。其中千色Citistore於2019年初縮小範圍，地下原址部分改為肯德基、譚仔雲南米線、八方雲集、亞洲國際飲食集團旗下百份百餐廳、連鎖藥房藥皇、華潤堂、U購Select (已結業) 
、優品360、HKTVmall、鯉魚門紹香園、美康、壽司店和幼稚園等。地下亦設有多部銀行櫃員機，包括滙豐和渣打。
到2021年起，商場開始進行翻新工程，原有的郵輪設計主題逐步消失。到同年6月27日，開業近15年的千色Citistore結業。翌年，DAISO於2022年4月18日開業。

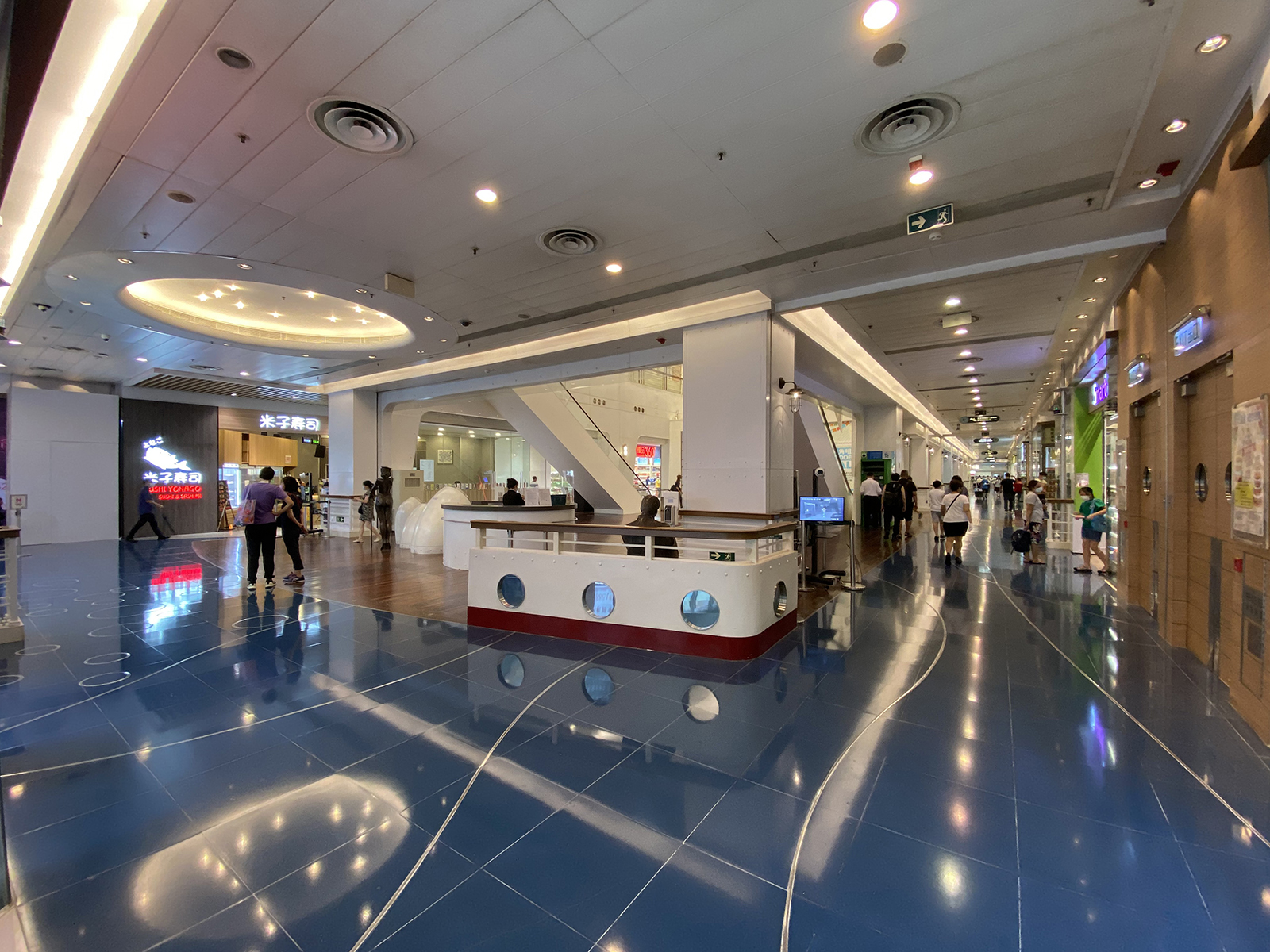
商場地下（2021年6月）
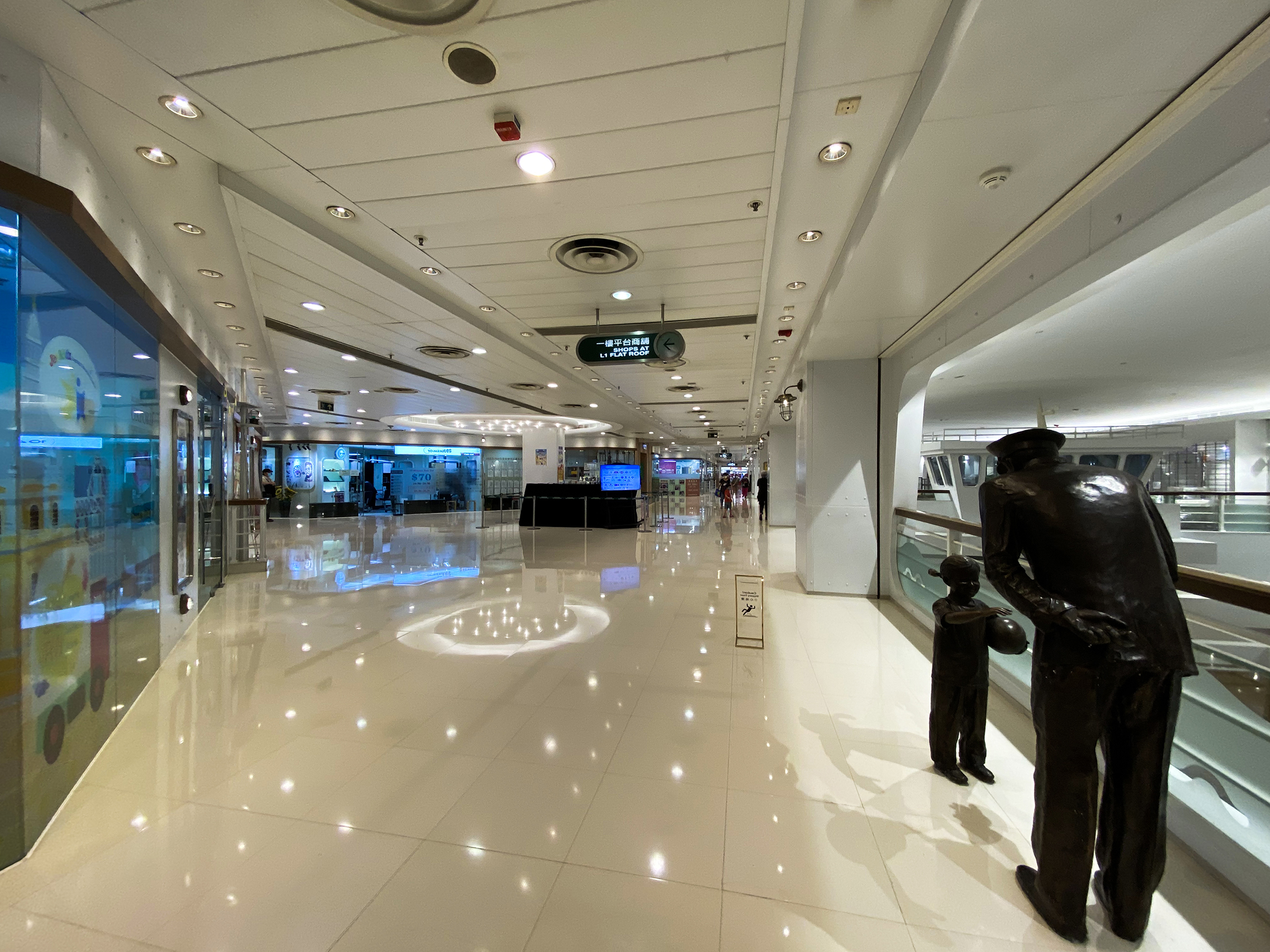
商場1樓（2021年6月）
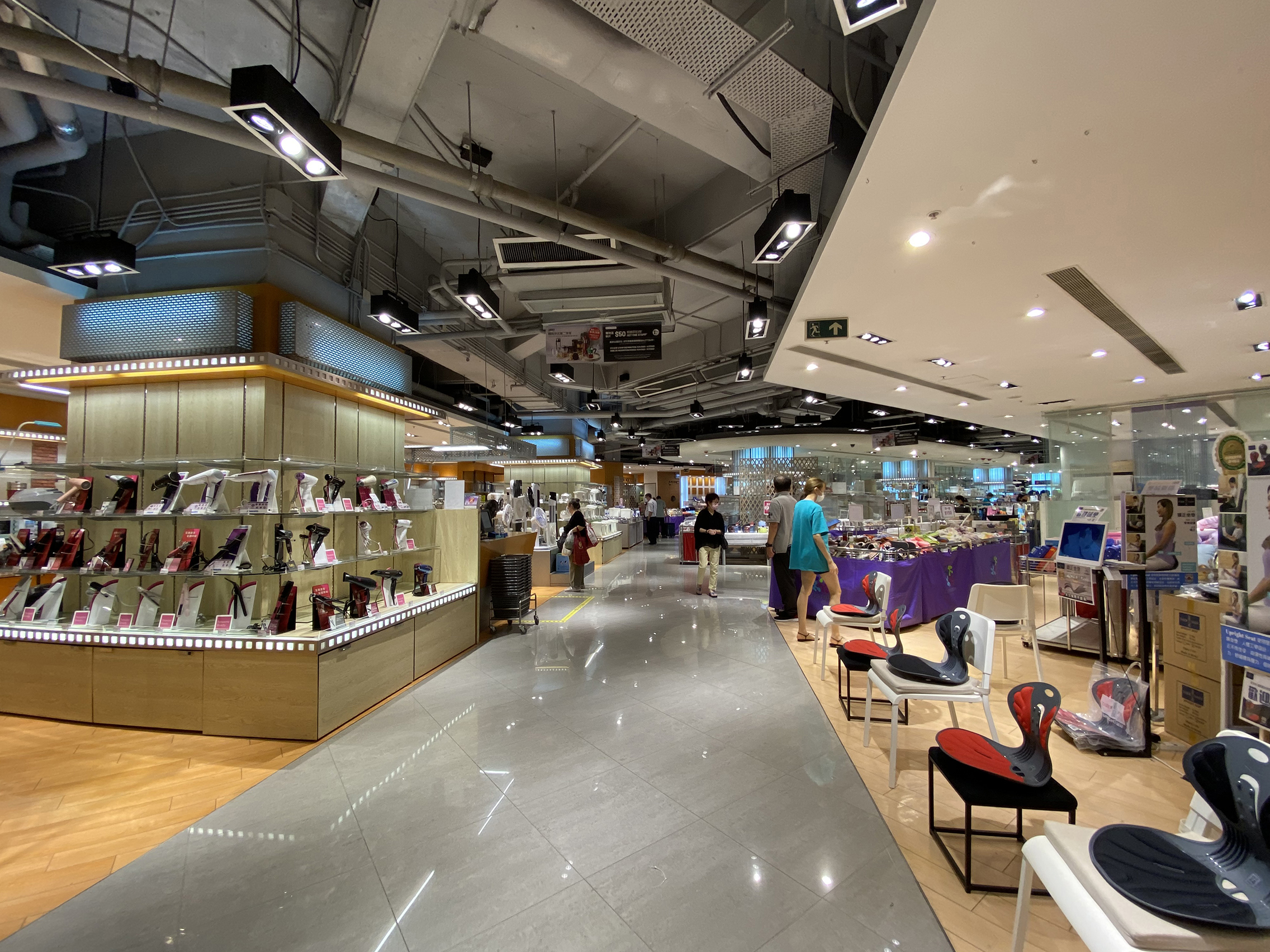
千色Citistore內貌（2021年6月）
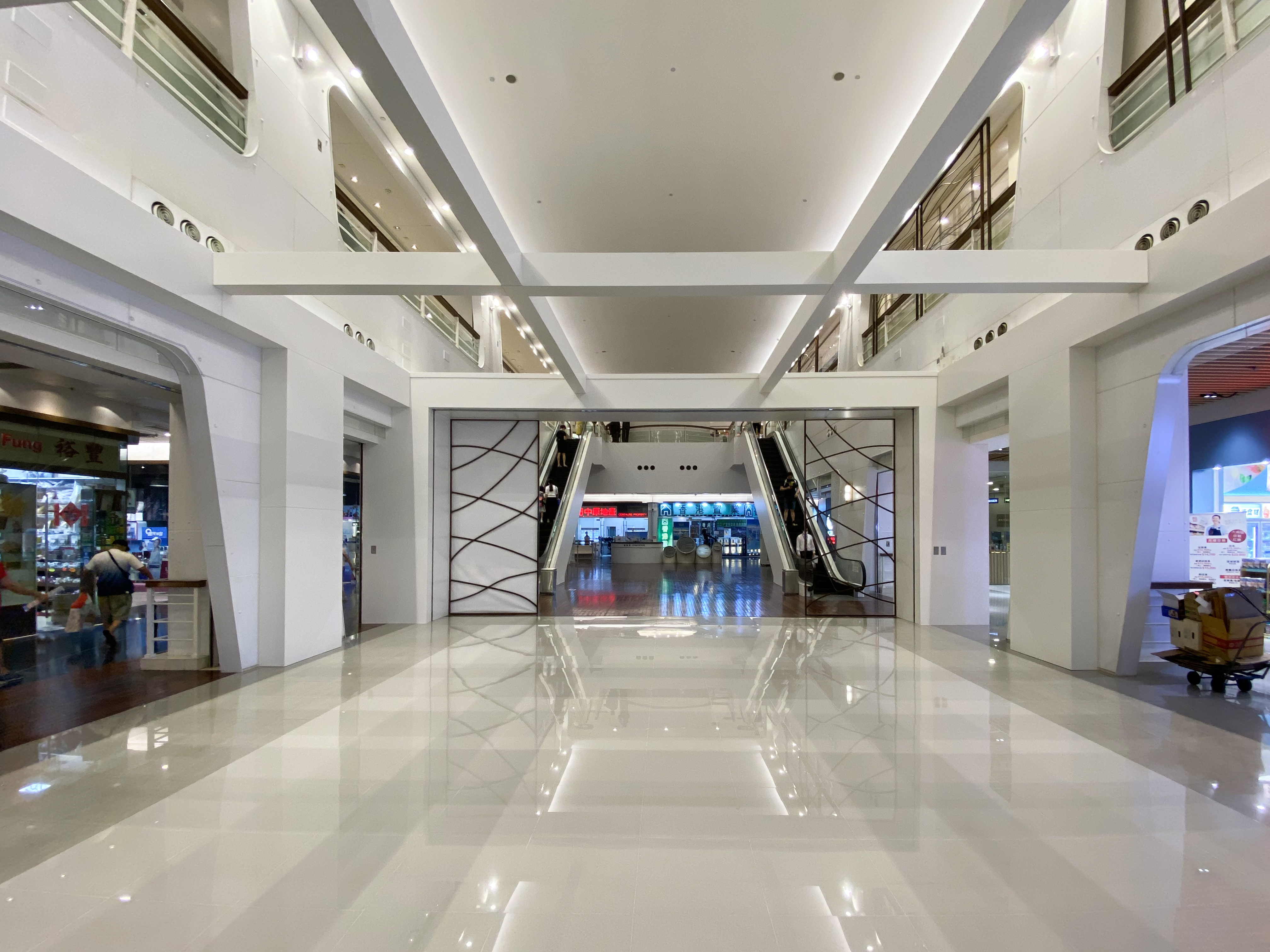
2021年，商場部分範圍進行翻新工程後，中庭以白色為主調

## 平台花園列為公共空間事件
港灣豪庭原址本來不是私人住宅用地，以恆基為首的發展商為了港灣豪庭的發展計劃可以得到政府批准，主動提出在發展計劃內提供公共休憩用地。因此政府在批准港灣豪庭的發展計劃時，規定發展商「在地段內興建及管理不少於9800平方米之公共休憩用地及開放該用地給公眾人士使用」。物業建成後，其平台花園（會所及泳池除外）應開放予公眾使用，但物業管理公司卻一直沒有這樣做，直到2008年初由傳媒揭發後，地政總署才跟進，規定平台花園在上午7時至晚上10時向公眾開放。涉及其它物業的同類事件陸續被揭發。
發展商在2002年5月付印的售樓說明書已經列出相關公共休憩用地的「官契內容撮要」第（E）項及以顏色標示公眾平台位置圖。雖然售樓說明書已經提示買方如果不明白有關「官契內容撮要」條文應在簽約前向經辦律師詢問，但仍有港灣豪庭業主感到不滿，表示自己購買物業時被發展商的售樓廣告誤導，以為平台花園是住客專用，因此發展商回應謂售樓書已說明平台花園是公眾地方。
2008年4月6日，香港《蘋果日報》的一篇報道指亞洲電視的時事節目《時事追擊》曾就此次事件訪問港灣豪庭的業主，可是恆基以抽起廣告向亞視施壓，結果節目內沒有播出該等片段，亞視及恆基均否認有施壓的事。
有港灣豪庭的業主爭取把平台花園重新「私有化」，不開放予公眾使用。2008年11月，有報道指香港政府地政總署正研究豁免港灣豪庭地契中規定向公眾開放公共空間的條款，如果成事，公眾將失去使用該平台花園的權利。2011年6月，港灣豪庭業主立案法團宣佈將會正式向地政總署申請豁免，而發展商恆基亦已派出專業顧問協助申請。2017年1月13日，城規會基於「申請會導致區內的公眾休憩用地供應減少，以及影響公眾使用該休憩用地」，最終否決港灣豪庭業主立案法團申請。

## 註解
1. ↑  實際外判予同系偉邦物業管理有限公司負責管理。

## 外部連結
- 港灣網 -- 活在西九龍
- 港灣豪庭法團工作坊
- 生活在港灣 （页面存档备份，存于）
- 港灣維權工作組 （页面存档备份，存于）
- 港灣人專線 （页面存档备份，存于）
- 港灣豪庭地圖 （页面存档备份，存于）
- 一九九七年或以後落成而須根據地契要求向公眾提供休憩空間的私人發展項目 (截至 2008 年 3 月為止) （页面存档备份，存于）
- 港台電視節目－議事論事:公共空間被侵吞 （页面存档备份，存于）
- 港灣豪庭官方網頁 （页面存档备份，存于）